# Xanthotis polygrammus
Xanthotis polygrammus là một loài chim trong họ Meliphagidae.